# Poltxata
Poltxata (en rus: Полчата) és un poble del krai de Perm, a Rússia, que en el cens del 2010 tenia 4 habitants.